# Manu Mata
Manu Mata ist eine osttimoresische Aldeia. Sie liegt im Nordwesten des Sucos Bidau Santana (Verwaltungsamt Cristo Rei, Gemeinde Dili). In Manu Mata leben 2023 Menschen (2015).

## Lage und Einrichtungen

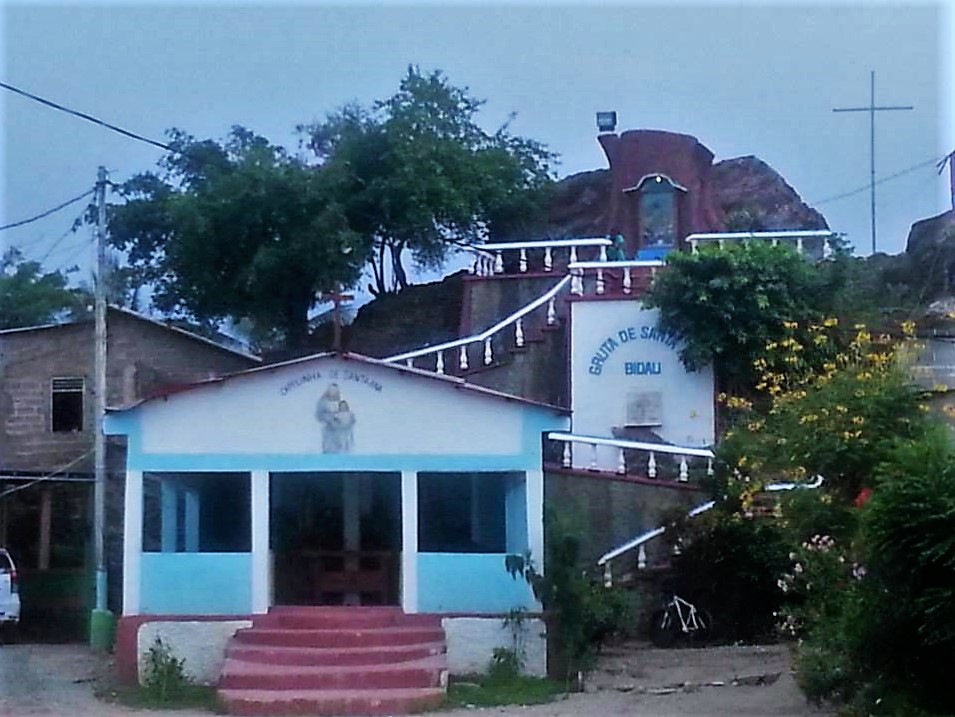
Gruta de Bidau Santana

Manu Mata liegt am Südufer der Bucht von Dili, im Nordwesten von Bidau Santana. Westlich von Manu Mata, jenseits des Mota Claran, liegen die Aldeias Bidau Mota Claran und Toko Baru, südöstlich schließt sich die Aldeia Sagrada Familia an. An der Südspitze reicht Manu Mata bis an den Suco Culu Hun heran, östlich liegt der Suco Meti Aut.
Der Norden von Manu Mata wird dem Stadtteil Santana zugeteilt, der Süden Mota Claran.
Die Avenida Sant'Ana führt entlang der Küste und über die Ponte B. J. Habibie weiter nach Bidau Mota Claran. Die Brücke ist nach dem indonesischen Präsidenten Bacharuddin Jusuf Habibie benannt. Zwei weitere Brücken führen von Manu Mata aus über den Mota Claran. Im Norden befinden sich der Sitz des Sucos Bidau Santana, die Gruta de Bidau Santana und der Friedhof Bidau Sant'Ana.